# Resolución 48 del Consejo de Seguridad de las Naciones Unidas
La Resolución 48 del Consejo de Seguridad de las Naciones Unidas, adoptada el 23 de abril de 1948, pidió a todas las partes interesadas que cumplieran la Resolución 46 del Consejo de Seguridad de las Naciones Unidas y, con ese fin, estableció una Comisión de Tregua para Palestina para ayudar al Consejo de Seguridad a aplicar la tregua.
La resolución fue aprobada por ocho votos a favor y ninguno en contra, con tres abstenciones de Colombia, la RSS de Ucrania y la Unión Soviética.